# Der Untergang der Republik
Der Untergang der Republik (Originaltitel: Fall Of The Republic: The Presidency Of Barack H. Obama) ist ein US-amerikanischer verschwörungstheoretischer Film aus dem Jahre 2009, bei dem Alex Jones Regie führte und auch das Drehbuch schrieb. Der Film wurde am 21. Oktober 2009 veröffentlicht und wird von Alex Jones Productions vertrieben.

## Inhalt
Der Film vertritt die Verschwörungstheorie, Präsident Barack Obamas wäre von einer globalisierungsfreundlichen Machtelite von Wall-Street-Bankern und internationalen Konzernen eingesetzt worden, um eine „Neue Weltordnung“ zu errichten, in der die nationale Souveränität der Vereinigten Staaten und die individuelle Freiheit ihrer Bürger aufgehoben würden. Jones betont zu diesem Zweck die Beziehungen der Regierung Obama zur Finanzwelt und führt zahlreiche gebrochene Wahlversprechen Obamas an. Dieser habe die Politik seines Vorgängers George W. Bush nicht beendet, sondern sie sogar noch verschärft, etwa was den Patriot Act, die Anwendung von Folter oder die Inhaftierung Terrorverdächtiger ohne gerichtliche Anklage in Guantanamo betrifft. 
Der Film stellt im ersten Teil die Behauptung auf, dass Präsident Obama den 1. Artikel, Absatz 9 der US-Verfassung verletzt hätte, indem er als erster US-Präsident in der Geschichte persönlich den Vorsitz in einer Sitzung des UNO-Sicherheitsrats übernahm. Der Film stellt dies als erste Handlung Obamas als Präsident der Welt dar. Im zweiten Teil setzt sich Jones mit dem Freihandelsabkommen NAFTA und der globalen Erwärmung auseinander, von der er behauptet, sie sei ein Mythos, der nur zu dem Zweck erfunden worden sei, neue Steuern zu erheben. Er prognostiziert einen unmittelbar bevorstehenden Bankrott der gesamten amerikanischen Wirtschaft, der absichtlich herbeigeführt werde, um den Weg frei zu machen für die von den Verschwörern angeblich angestrebte weltweite Einheitswährung und eine dazugehörende Weltbank. Als Symbol dieser angeblich drohenden Entfremdung und Versklavung der USA zeigt Jones das blaue Leuchten des Fernsehschirms, das er mit positiven eigenen Kindheitserinnerungen an Grillabende mit den Familie oder Baseball-Spiele mit den Nachbarn kontrastiert.

## Politiker im Film
Al Gore,
Alan Greenspan,
Barack Obama,
Ben Bernanke,
Bernie Sanders,
Cliff Stearns,
Dennis Kucinich,
George W. Bush,
Gordon Brown,
Henry Paulson,
Jay Rockefeller,
Jim DeMint,
Jimmy Carter,
Joe Barton,
Joe Biden,
John Boehner,
Marsha Blackburn,
Mary Fallin,
Michele Bachmann,
Nancy Pelosi,
Rahm Emanuel,
Ron Paul,
Ross Perot,
Timothy Geithner und
Zbigniew Brzeziński.